# Every Song Has it's Play
Every Song Has it's Play är Gilbert O'Sullivans elfte studioalbum, utgivet i maj 1995 på skivbolaget Park Records. Albumet är producerat av Gilbert O'Sullivan.
Albumet är en slags minimusikal som handlar om Gilbert O'Sullivans karriär.

## Låtlista
1. Overture
2. Showbiz
3. Dear Dream
4. I Wish I Could Cry
5. Nothing To Fear
6. Pretty Polly
7. Can't Find My Way Home
8. Dishonourable Profession
9. You Don't Own Me
10. If Know You/Nobody Want To know
11. Young At Heart
12. I've Never Been Short Of A Smile
13. Showbiz - Reprise
14. If You Commence Before The Start

Fotnot: Albumet gavs ut i en nyutgåva på skivbolaget Salvo 2 september 2013 (utan bonusspår).
Samtliga låtar är skrivna av Gilbert O'Sullivan.